# Пшилесе-Дольне
Пшилесе-Дольне (пол. Przylesie Dolne, нім. Nieder Seiffersdorf) — село в Польщі, у гміні Ґродкув Бжезького повіту Опольського воєводства.
Населення — 347 осіб (2011).

## Демографія
Демографічна структура станом на 31 березня 2011 року:
|          | Загалом | Допрацездатний вік | Працездатний вік | Постпрацездатний вік |
| -------- | ------- | ------------------ | ---------------- | -------------------- |
| Чоловіки | 160     | 40                 | 106              | 14                   |
| Жінки    | 187     | 45                 | 104              | 38                   |
| Разом    | 347     | 85                 | 210              | 52                   |